# Ausserferrera

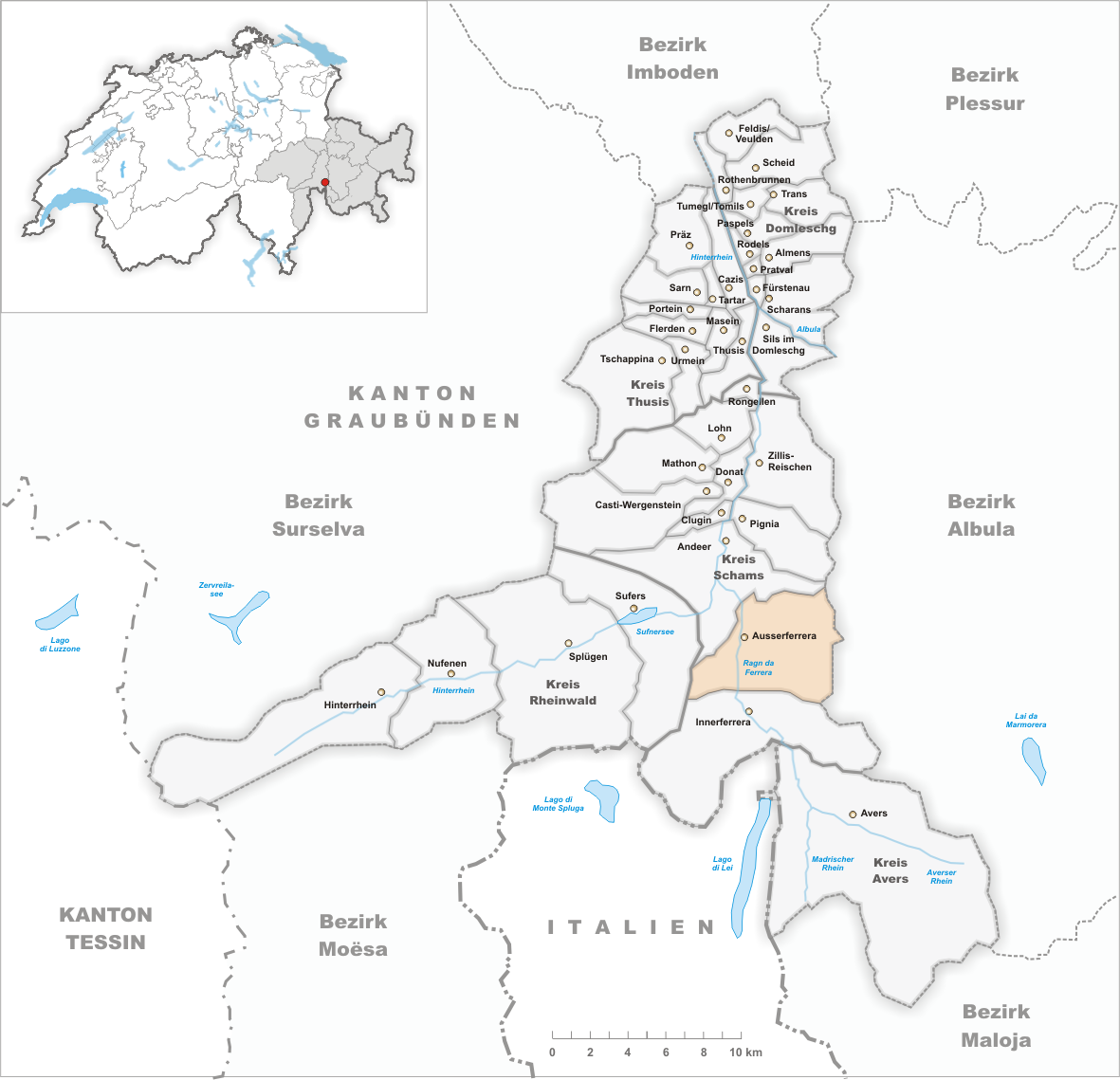
Gemeindestand vor der Fusion am 1. Januar 2008

«Schmelze» Ausserferrera. Historisches Bild von Leo Wehrli (1929)

Ausserferrera (rätoromanisch Farera, im Walserdeutsch der Nachbargemeinde Avers Freila) ist eine Fraktion der Gemeinde Ferrera im Schweizer Kanton Graubünden. Bis Ende 2007 bildete sie eine selbständige Gemeinde.

## Geographie
Ausserferrera liegt am Averser Rhein (romanisch: Ragn da Ferrera) im Val Ferrera. Das Dorf besteht mehrheitlich aus alten Holzhäusern. Auf einer Terrasse 350 m oberhalb des Dorfes liegt die nur noch im Sommer bewohnte Siedlung Cresta. Nachbargemeinden waren Innerferrera, Sufers, Andeer, Salouf und Riom-Parsonz. Auf der linken Talseite erstreckt sich das Ortsgebiet bis zum 2855 m hohen Hüreli, auf der rechten Talseite bis zum 3060 m hohen Piz Grisch. 50 % des Ortsgebietes sind unproduktiv, 20 % bewaldet, und 29 % werden landwirtschaftlich genutzt.

## Geologie
Die Felswände bei Ausserferrera werden von den penninischen Gesteinen der Suretta-Decke, insbesondere vom Rofna-Gneis – einem Porphyrgneis –, gebildet. In den Rofna-Gneis sind triassische Sedimentgesteine eingekeilt. Letztere stehen unterhalb des Dorfes Ausserferrera als Dolomit an und ziehen gegen Cresta hoch. Das Dorf Ausserferrera liegt auf einem steilen Murgang-Schuttkegel.

## Geschichte
Ausserferrera hat seinen Namen von den früher hier betriebenen Eisengruben (lateinisch ferraria). Früh belegte Namenformen sind Farraira, Farrair, Farraer (14. Jahrhundert), in Färrären (1414) und Farera (1527).
Die frühe Geschichte von Ausserferrera war durch den Erzbergbau geprägt. Seit dem 16. Jahrhundert wurde nachgewiesenermassen Erz geschürft. Die Siedlung wurde ab dem 11. Jahrhundert von Romanen ausgebaut, zuerst wahrscheinlich das bis ins 18. Jahrhundert ganzjährig bewohnte Terrassendorf Cresta (1660 m). Um 1200 bestand in Cresta eine Kirche, in Ausserferrera im späten 15. Jahrhundert. Die Patrozinien sind unbekannt. Die Reformation erfolgte vor 1538. Die endgültige Ablösung von St. Martin in Zillis erfolgte 1707.
Die Herrschaftsrechte im ganzen Schams hatten nacheinander das Bistum Chur, die Vazer, die Werdenberger und ab 1456 erneut Chur inne. 1458 kaufte sich das Tal aus. Neben Viehwirtschaft wurde bis ins 19. Jahrhundert Erz abgebaut und verhüttet. Dazu liessen sich österreichische Knappen in Ausserferrera nieder. Im 19. Jahrhundert wurde der Bergbau am intensivsten betrieben. Es wurde silberhaltiges Kupfererz gefördert, wovon Reste eines Schmelzofens unterhalb von Ausserferrera zeugen. Als Folge von Bergbau und Verhüttung wurde das Tal weitgehend entwaldet. 1837 trennte sich Ausserferrera von Innerferrera. Bis 1851 bestand eine Nachbarschaft mit der Gerichtsgemeinde Schams und kleines (Zivil-)Gericht mit Innerferrera, Andeer und Pignia. 1890 bis 1895 erfolgte der Bau der Fahrstrasse.
Im 20. Jahrhundert war die Entwicklung durch den Bau von Elektrizitätswerken im Hinterrheingebiet geprägt. Während der Arbeiten lebte ein Vielfaches an Menschen zusätzlich im Tal. Seit 1961 profitiert die damalige Gemeinde Ausserferrera beziehungsweise die heutige Gemeinde Ferrera von den Wasserzinsen der Kraftwerke Hinterrhein. 1990 bestand in Ausserferrera noch ein Bauernbetrieb, fünf der neun Arbeitsplätze zählten zum dritten Wirtschaftssektor.

## Wappen
| Wappen von Ausserferrera | Blasonierung: «In Silber ein schrägrechts gestellter schwarzer Bergmannshammer.»                                                                             |
| Wappen von Ausserferrera | Der in Ausser- und Innerferrera bedeutende Bergbau führte zur Wahl des Bergmannshammers als Wappenmotiv für beide Gemeinden in den Farben des Grauen Bundes. |

## Bevölkerung

### Bevölkerungsentwicklung
Die Bevölkerungsentwicklung von Ausserferrera widerspiegelt die stete Abwanderung aus dem Berggebiet. Einen Aufschwung erlebte das Dorf um 1850 dank dem Bergbau und um 1960 mit dem Kraftwerksbau.
| Bevölkerungsentwicklung | Bevölkerungsentwicklung | Bevölkerungsentwicklung | Bevölkerungsentwicklung | Bevölkerungsentwicklung | Bevölkerungsentwicklung | Bevölkerungsentwicklung | Bevölkerungsentwicklung | Bevölkerungsentwicklung | Bevölkerungsentwicklung | Bevölkerungsentwicklung | Bevölkerungsentwicklung |
| ----------------------- | ----------------------- | ----------------------- | ----------------------- | ----------------------- | ----------------------- | ----------------------- | ----------------------- | ----------------------- | ----------------------- | ----------------------- | ----------------------- |
| Jahr                    | 1808                    | 1850                    | 1900                    | 1910                    | 1960                    | 1970                    | 1980                    | 1990                    | 2000                    | 2005                    | 2007                    |
| Einwohner               | 110                     | 167                     | 107                     | 78                      | 219                     | 45                      | 50                      | 48                      | 47                      | 49                      | 46                      |

### Sprachen
Die Gemeinde wurde im 11. Jahrhundert von Bündnerromanen besiedelt. Die Bewohner sprachen Sutselvisch. Noch bis um 1900 war die Gemeinde beinahe einsprachig (1880 98,4 %, 1900 98,13 % Romanen). Bis 1950 konnte sich Romanisch als Mehrheitssprache halten (1941 58,8%). Danach setzte ein allmählicher Sprachwandel ein. Seit 1970 ist das Deutsche die bedeutendste Sprache. In den 1990er-Jahren setzte ein kompletter Sprachwandel ein, wie folgende Tabelle belegt:
| Sprachen in Ausserferrera GR |                   |                   |                   |                   |                   |                   |
| Sprachen                     | Volkszählung 1980 | Volkszählung 1980 | Volkszählung 1990 | Volkszählung 1990 | Volkszählung 2000 | Volkszählung 2000 |
| Sprachen                     | Anzahl            | Anteil            | Anzahl            | Anteil            | Anzahl            | Anteil            |
| Deutsch                      | 29                | 58,00 %           | 28                | 58,33 %           | 44                | 93,62 %           |
| Rätoromanisch                | 19                | 38,00 %           | 17                | 35,42 %           | 1                 | 2,13 %            |
| Italienisch                  | 0                 | 0,00 %            | 2                 | 4,17 %            | 1                 | 2,13 %            |
| Einwohner                    | 50                | 100 %             | 48                | 100 %             | 47                | 100 %             |

Deutsch ist heute einzige Behördensprache, obschon noch 23,4 % der Einwohner Romanisch verstehen.

### Herkunft und Nationalität
Von den Ende 2005 49 Bewohnern waren 45 (= 91,84 %) Schweizer Staatsangehörige.

## Kultur und Sehenswürdigkeiten
Die reformierte Dorfkirche von Ausserferrera stammt – mit Ausnahme von möglichen Bauteilen des 15. Jahrhunderts – aus dem Jahr 1718. In der Terrassensiedlung Cresta steht die älteste Filialkirche des Tals. Sie wurde vermutlich um 1200 erbaut.

## Wirtschaft und Infrastruktur
Ausserferrera bietet wenige Arbeitsstellen in der Land- und Forstwirtschaft sowie in Dienstleistungsbetrieben. Das Dorf ist durch Postautokurse mit dem Hauptort des Kreises Schams Andeer verbunden.

## Bouldergebiet «Magic Wood»
In Ausserferrera liegt das Bouldergebiet Magic Wood, das über 1200 Boulderprobleme beinhaltet. Das Gebiet wurde in den 1990er-Jahren von Thomas Steinbrugger entdeckt und anfangs hauptsächlich von Steinbrugger und Bernd Zangerl erschlossen. Die teilweise hohen Blöcke bestehen aus Granit. 2004 entschloss sich die Gemeinde Ferrera, das Gebiet in eine Boulderzone umzuzonen.
Drei Beispiele von Boulderproblemen:
- New Base Line (8b+), erstbegangen von Bernd Zangerl[7]
- Unendliche Geschichte (8b+), erstbegangen von Chris Sharma[8]
- Practice of the Wild (8b+/8c), erstbegangen von Chris Sharma in 2004[9]